# Star Perú
Volamos pensando en tí
(Nous volons en pensant à vous)
Star Perú, anciennement appelée Star Up, est une compagnie aérienne à bas prix péruvienne dont la plate-forme de correspondance est basé à l'Aéroport international Jorge-Chávez de Lima, au Pérou.  

## Histoire
Star Perú a été créée en mai 1997.

## Destinations
| Pays  | Ville                  | Aéroport                                                          |
| ----- | ---------------------- | ----------------------------------------------------------------- |
| Pérou | Andoas                 | Alferez FAP Alfredo Vladimir Sara Bauer Airport [Charter]         |
| Pérou | Andahuaylas            | Andahuaylas Airport                                               |
| Pérou | Camisea                | Las Malvinas Airport [Charter]                                    |
| Pérou | Corrientes-Trompeteros | Trompeteros Airport [Charter]                                     |
| Pérou | Cajamarca              | Mayor General FAP Armando Revoredo Iglesias Airport               |
| Pérou | Chiclayo               | FAP Captain José Abelardo Quiñones González International Airport |
| Pérou | Cuzco                  | Teniente FAP Alejandro Velasco Astete International Airport       |
| Pérou | Huánuco                | Alférez FAP David Figueroa Fernandini Airport                     |
| Pérou | Iquitos                | Aéroport international Coronel FAP Francisco Secada Vignetta      |
| Pérou | Lima                   | Jorge Chávez International Airport Base                           |
| Pérou | Pucallpa               | Capitán FAP David Abenzur Rengifo International Airport           |
| Pérou | Puerto Maldonado       | Padre José Aldamiz International Airport                          |
| Pérou | Tarapoto               | Cadete FAP Guillermo del Castillo Paredes Airport                 |

## Flotte

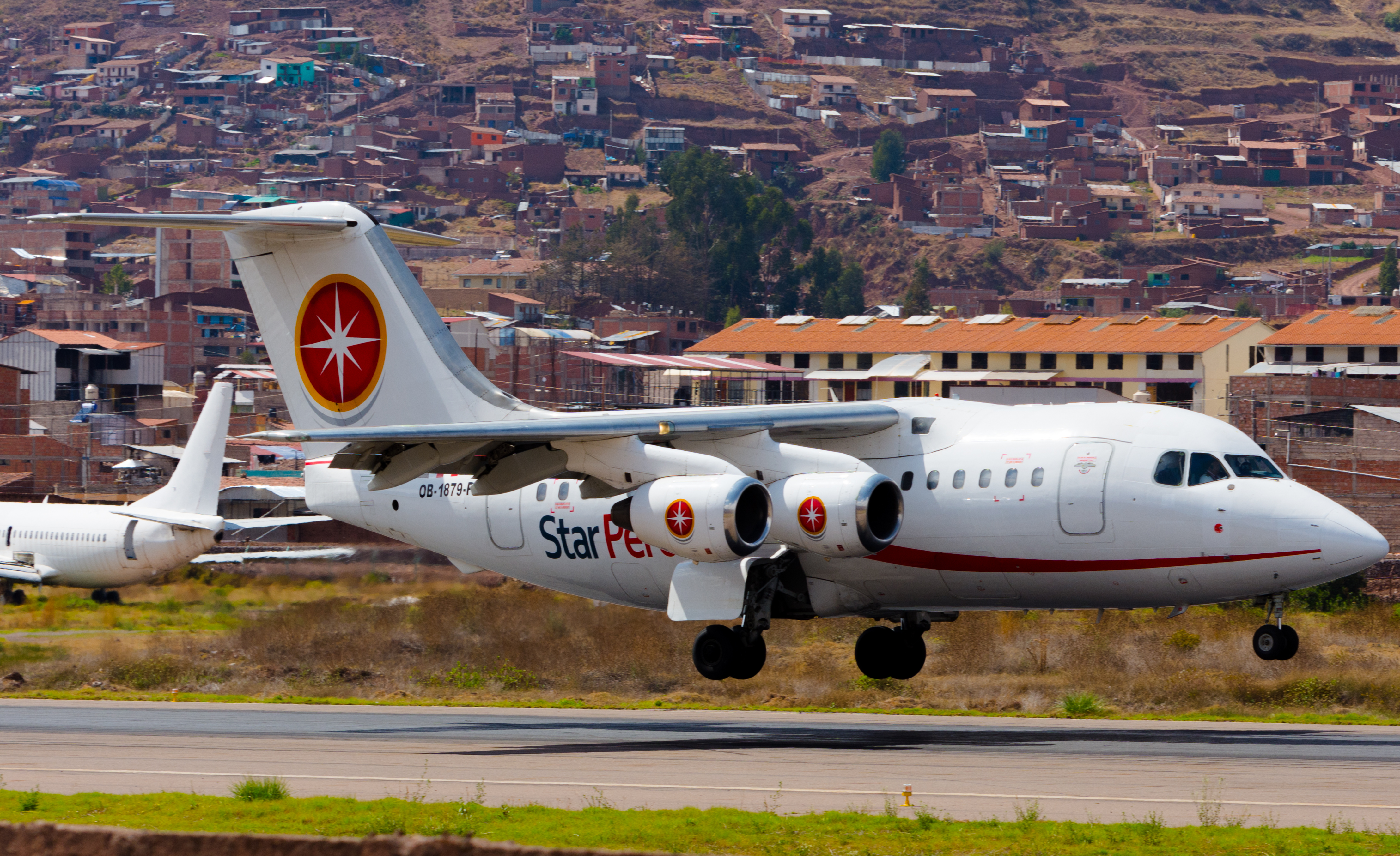
Un BAe 146-100 à l'atterrissage à Cusco en 2017

En septembre 2020, les appareils suivants sont en service au sein de la flotte de Star Perú: